# قاعة الموسيقى (سينسيناتي)
قاعة الموسيقى هي أول قاعة موسيقى كلاسيكية في مدينة سينسيناتي، اكتمل بناء القاعة في عام 1878م. وهي بمثابة الموطن لكل من أوركسترا سينسيناتى السيمفونية. وأوبرا سينسيناتى.، و مهرجان ماي جوقة، وأوركسترا بوبس بسينسيناتى. تتشكل القاعة من مبنى كبير من الطوب الأحمر على الطراز القوطي الفيكتوري العالي.

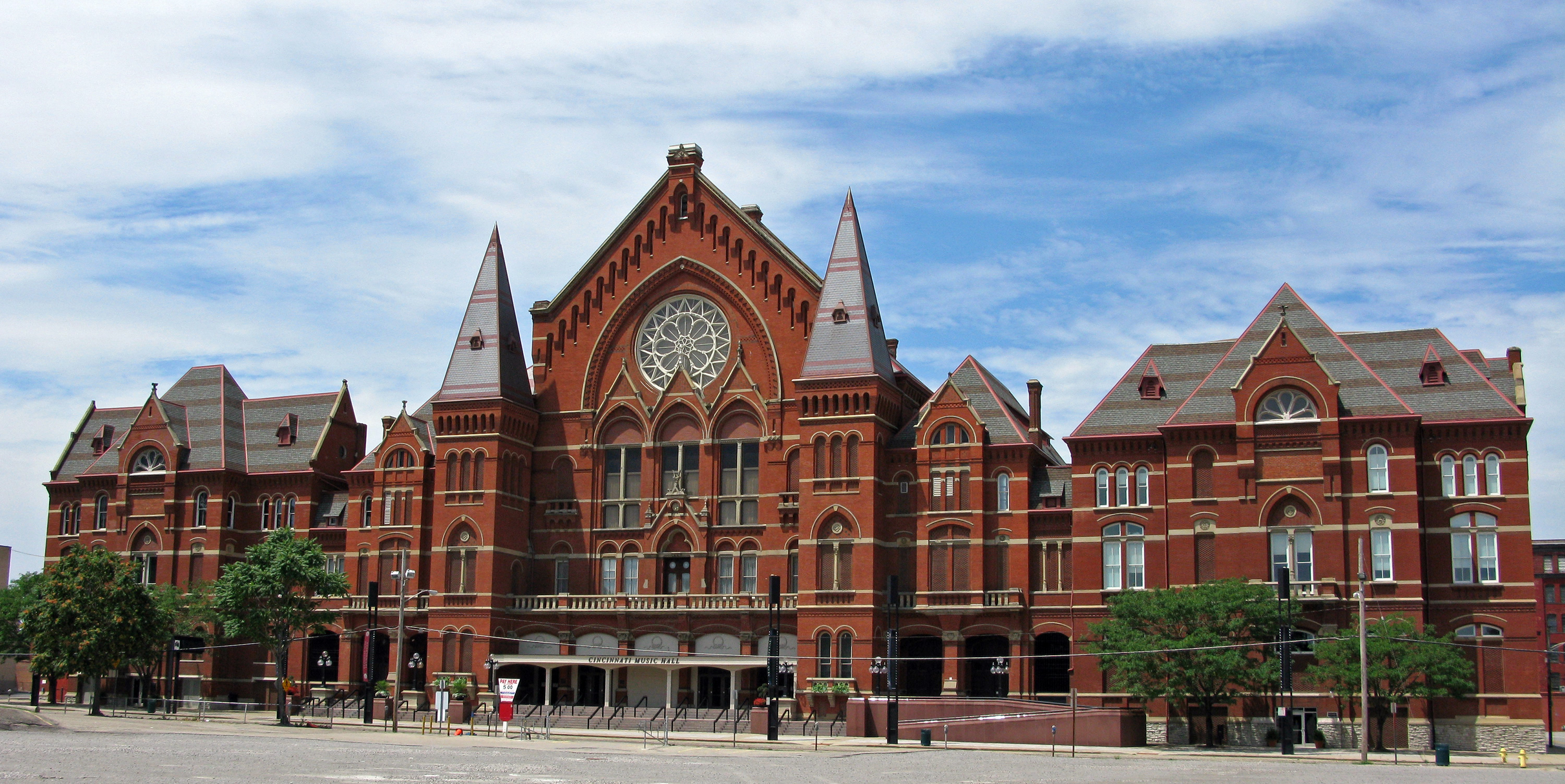
قاعة الموسيقى (مع معرض القاعات) في مدينة سينسيناتي بولاية أوهايو.